# Нью-Джерси (провинция)
Провинция Нью-Джерси (англ. Province of New Jersey) — английская колония в Северной Америке. Сначала была проприетарной колонией, потом была разделена на две отдельные колонии, впоследствии была создана вновь, но уже как коронная колония.

## Добританский период
В 1610-х годах эти земли стали заселять голландцы, и территория вошла в состав колониального владения Новые Нидерланды. В конце 1630-х годов шведы создали на берегах реки Делавэр колониальное владение Новая Швеция. В 1655 году голландцы захватили Новую Швецию, но шведским колонистам была предоставлена широкая автономия.
Почувствовав слабость голландских позиций в регионе, герцог Йоркский в 1664 году направил в Америку четыре судна во главе с Ричардом Николсом с тем, чтобы они отобрали Новые Нидерланды у голландцев. Не имея достаточных сил для вооружённого противостояния, голландский губернатор Питер Стёйвесант передал Новые Нидерланды в руки англичан и удалился на свою ферму.

## Проприетарная колония
Герцог Йоркский получил королевскую хартию на колонию, территория которой включала бывшие Новые Нидерланды и земли современного штата Мэн. Хартия давала традиционные права собственникам (владения, контроля и управления), вводя небольшие ограничения на их власть (требуя соблюдения законов, действующих в Англии). Сам герцог Йоркский никогда в колонии не был, а управление осуществлял через назначаемых администраторов.
В обмен на помощь с долгом герцог Йоркский передал часть колониальных земель между реками Делавэр и Гудзон Джорджу Картерету; эти земли получили название Нью-Джерси в честь острова Джерси, родом с которого была мать Картерета. Другая часть будущей провинции была продана герцогом Йоркским своему близкому другу лорду Джону Беркли, барону Стрэттон.
Два лорда-собственника попытались привлечь в колонию больше переселенцев, и издали «Документ об уступке и согласии», гарантирующий колонистам религиозную свободу. Колонисты должны были платить ежегодную ренту за землю (quitrent), но не несли никаких феодальных повинностей. В 1665 году два лорда-собственника назначили губернатором Нью-Джерси Филипа Картерета. Столицей колонии губернатор сделал Элизабеттаун. Губернатор немедленно начал выделять новые земельные гранты и давать хартии городам: в 1666 году были основаны Пискэтэвэй и Ньюарк, в 1668 — Берген, в 1669 — Вудбридж, в 1693 — Шрусбери и Мидлтаун.
В 1673 году во время третьей англо-голландской войны регион был снова захвачен голландцами, но в 1674 году вновь вернулся в руки англичан. Оказалось очень трудно собрать рентные платежи: многие поселенцы отказались их платить, заявив, что ничего не должны лордам-собственникам, так как получили землю не от них, а от губернатора провинции Нью-Йорк Ричарда Николлса. Это вынудило Беркелея, испытывавшего финансовые трудности, продать Западное Джерси двум английским квакерам — Джону Фенвику и Эдварду Байлинджу, после чего в Нью-Джерси стало переселяться всё больше квакеров. Возникла проблема разграничения между владениями Картерета и владениями квакеров. В 1676 году было подписано соглашение, в результате которого колония была разделена на Восточную Джерси и Западную Джерси.

## Восточная и Западная Джерси
После раздела колонии на две части каждая из них получила собственного губернатора. Губернатор провинции Нью-Йорк Эдмунд Эндрос попытался расширить свои полномочия на Восточную Джерси, но этому мешала жёсткая позиция губернатора Филипа Картерета. Борьба продолжалась вплоть до отзыва Эндроса в Англию в 1681 году.
В 1686 году был образован Доминион Новая Англия, который возглавил опять же Эдмунд Эндрос. В 1688 году в состав Доминиона были включены и обе Джерси. В связи с их значительной удалённостью от Бостона, где Эндрос устроил свою резиденцию, этими территориями стал управлять из Нью-Йорка лейтенант-губернатор Фрэнсис Николсон. Летом 1688 года Эндрос совершил поездку сначала по провинции Нью-Йорк, а затем по провинции Джерси. Управление в Джерси осложнялось тем фактом, что собственники земли, чьи хартии были отозваны, сохранили свою собственность, и подавали Эндросу петиции по поводу традиционных прав маноров.
В 1688 году в Англии произошла «Славная революция», и на английский трон сели Вильгельм III Оранский и Мария II. После того, как слухи о событиях в Англии достигли Америки, произошло Бостонское восстание, и должностные лица Доминиона, включая Эндроса, Рэндольфа и Дадли, были арестованы, а местные власти каждой из бывших колоний вернулись к прежним формам правления.
К концу 1690-х годов управление обеими колониями работало всё хуже и хуже, и в итоге собственники колоний продали права на них правительству.

## Коронная колония
В 1702 году королева Анна, взойдя на престол, объединила Восточную и Западную Джерси в единую колонию, и сделала её коронной колонией. Колонией управлял губернатор и колониальный совет из 12 членов, назначаемых монархом. Создавалась Провинциальная Ассамблея из 24 человек, чьи члены выбирались колонистами, имевшими в собственности не менее 1000 акров земли.
В течение нескольких десятилетий один и тот же человек назначался одновременно губернатором Нью-Йорка и Нью-Джерси, и предпочитал заниматься делами Нью-Йорка, а не Нью-Джерси; назначаемые монархом представители обычно были некомпетентны и коррумпированы, поэтому колонисты пользовались фактической автономией в делах. Отношения между губернатором и Провинциальной Ассамблеей часто были враждебными; в ответ на неутверждение губернатором решений Ассамблеи та могла воспользоваться своей властью и задержать выплату жалованья губернатору. Отсутствие точной и юридически закреплённой границы между провинциями Нью-Джерси и Нью-Йорк привело к пограничной войне, длившейся всю первую половину XVIII века.
В 1710-х годах губернатор Роберт Хантер, планируя создать в Нью-Йорке крупные военно-морские склады, привлёк в Америку большое количество немецких переселенцев, которые во многом расселились в провинции Нью-Джерси. В Западной Джерси продолжали жить потомки переселенцев из Англии, Уэльса, Шотландии, Ирландии, Швеции и Финляндии, что привело к большому разнообразию национального и религиозного состава колонии. Если в 1700 году на этих землях проживало 14 тысяч человек, то к 1740 году их число возросло до 52 тысяч.
К середине XVIII века обострились отношения между британскими колонистами с одной стороны, и индейцами и поддерживавшими их французами — с другой. Колониальные власти стали давать денежные вознаграждения колонистам, убивавшим индейцев, возводить укрепления и создавать войска. В 1758 году королевский губернатор Нью-Джерси Фрэнсис Бернард, генеральный прокурор Пенсильвании Бенджамин Чью и вожди 13 индейских племён заключили Истонское соглашение, в соответствии с которым, в частности, индейцы пообещали не воевать на стороне французов в грядущей войне, а делавары отказались от претензий на все земли в провинции Нью-Джерси за сумму в тысячу испанских долларов.
Нью-Джерси была единственной провинцией, в которой в колониальный период было учреждено два колледжа: в 1746 году в Элизабеттауне был основан Колледж Нью-Джерси, в 1756 году переехавший в Принстон, а в 1766 году в Нью-Брансуике был основан Колледж Королевы.
В 1770-х годах в провинции стали расти повстанческие настроения, и с середины 1770-х годов она, фактически, управлялась Провинциальным Конгрессом, по приказу которого в январе 1776 года колониальной милицией был арестован губернатор Вильям Франклин. Ещё в 1774 году представители Нью-Джерси приняли участие в Первом Континентальном конгрессе; теперь же они приняли Конституцию Нью-Джерси, и на Втором Континентальном конгрессе подписали 4 июля 1776 года Декларацию независимости США.